# Dope Hat
«Dope Hat» —en español: «Sombrero de la Droga»— es el título de una de las canciones del primer disco de Marilyn Manson titulado Portrait of an American Family. Su género es rock industrial. La canción se estrenó en 1993, para en 1995 sacar la versión remix en el disco Smells Like Children. En 1993, Marilyn Manson gana 2 South Florida Slammies, uno por Mejor banda del año y otro por La Mejor canción del año (Dope Hat)

## Video musical
El video musical, (el cual fue el tercer video de Marilyn Manson), muestra una parodia a la película de 1971 (Willy Wonka and the Chocolate Factory). Entran a una cabeza gigante de Charles Manson donde se muestran imágenes raras, para algunos asquerosas y repugnantes. En el video, se muestra como Marilyn Manson se da un beso en la boca con el bajista Twiggy Ramírez, causando polémica en los espectadores.

## Versiones
- «Dope Hat» — Aparición en The Family Jams.
- «Dope Hat» (Live) — Aparición en Live as Hell.
- «Dope Hat» (Live) — Aparición en Refrigerator.
- «Dope Hat» — Aparición en Portrait of an American Family.
- «The Hands Of Small Children» - Intro de Diary of a Dope Fiend.
- «Diary Of A Dope Fiend» (Remix) — Aparición en Smells Like Children
- «Dance of the Dope Hats» (Remix) — Aparición en Smells Like Children